# Transylvania Open 2023
Transylvania Open 2023 a fost un turneu de tenis feminin jucat în interior pe terenuri cu suprafață dură. A fost a treia ediție a Transylvania Open și a făcut parte din seria turneelor WTA 250 a Circuitului WTA 2023. A avut loc la BT Arena din Cluj-Napoca, România, în perioada 16–22 octombrie 2023.
România a fost reprezentată de șapte jucătoare: Sorana Cîrstea, Ana Bogdan, Jaqueline Cristian, Elena-Gabriela Ruse, Miriam Bulgaru, Patricia Maria Țig și Ilona-Georgiana Ghioroaie. Cotată drept favorita principală a turneului, Sorana Cîrstea (26 WTA) a fost eliminată în prima rundă de germana Eva Lys (133 WTA). Elena-Gabriela Ruse a ajuns în finală însă a fost învinsă de germana Tamara Korpatsch în seturi consecutive.

## Campioane

### Simplu
Pentru mai multe informații consultați Transylvania Open 2023 – Simplu

### Dublu
Pentru mai multe informații consultați Transylvania Open 2023 – Dublu

## Puncte și premii în bani

### Distribuția punctelor
| Probă  | C   | F   | SF  | QF | R16 | R32 | Q   | Q2  | Q1  |
| Simplu | 280 | 180 | 110 | 60 | 30  | 1   | 18  | 12  | 1   |
| Dublu  | 280 | 180 | 110 | 60 | 1   | N/A | N/A | N/A | N/A |

### Premii în bani
| Probă  | C        | F        | SF       | QF      | R16     | R32     |
| Simplu | 34.228 $ | 20.226 $ | 11.275 $ | 6.418 $ | 3.920 $ | 2.804 $ |
| Dublu* | 12.000 $ | 6.700 $  | 3.950 $  | 2.350 $ | 1.800 $ | N/A     |

*per echipă